# 莫吉廖夫1號站
莫吉廖夫1號站是白俄羅斯莫吉廖夫的主要鐵路車站，啟用於1902年。原車站建築於二戰中受損，現有的站房是戰後重建。